# 高田馬場
高田馬場（日语：／ Takadanobaba */?，有時拼作）是東京都新宿區的町名，下分一丁目至四丁目。日本動畫業的先驅手塚製作公司位於這裡。
高田馬場以JR山手線、西武新宿線、東京地下鐵東西線之高田馬場車站為中心，聚集大量的大學、專門學校、預備校（補習班），是日本著名的學生街。與其他學生街一樣，餐飲店整體價格低廉，近年車站周邊至西早稻田一帶形成拉麵激戰區。此外，許多在日緬甸人在此居住，是日本最大的緬甸人社區，有「小仰光」之稱。通稱「馬場」。
住居表示上為高田馬場一丁目至四丁目。廣域上包含了以高田馬場站周邊地區、高田馬場舊址的西早稻田一丁目至西早稻田三丁目、下落合一丁目、豐島區高田三丁目新目白通以南等地區。
由於從高田馬場車站至早稻田大學通學的學生衆多，因此長期以來高田馬場與早稻田大學幾乎是同義詞。

## 歷史

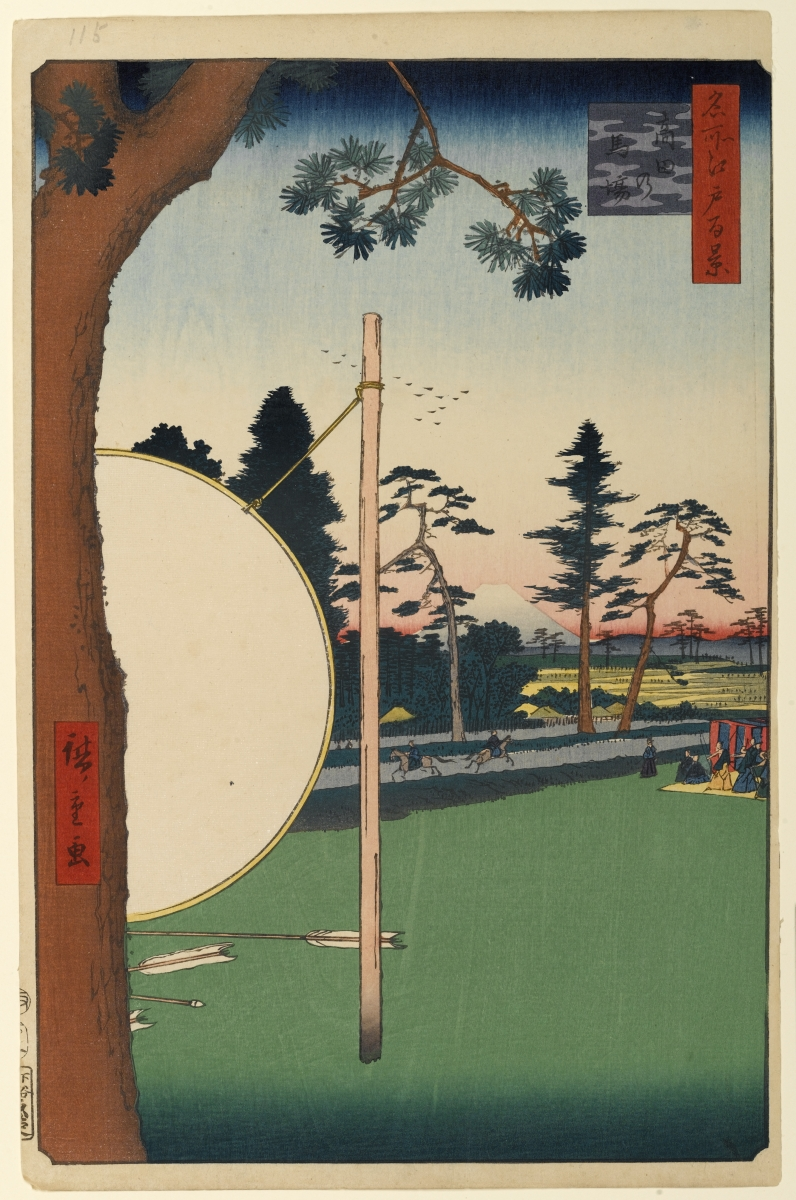
廣重「名所江戶百景」的高田馬場

歷史上的高田馬場市在過去的戶塚村，現在的新宿區西早稻田一丁目與三丁目附近。東西約650公尺，南北約55公尺。
1910年、在地方的請願運動下，山手線在此設置車站，鐵道院決定以距離車站一公里的高田馬場舊址作為站名（地方提出的站名是上戶塚、諏訪森）。1975年實施住居表示，新宿區將車站周邊的諏訪町、戶塚町1～4丁目合併成立與車站同名的「高田馬場」，下分一丁目～四丁目。史蹟的高田馬場位於西早稻田三丁目，形成町名與史蹟場所不一樣的情形。
史蹟的高田馬場與廣域地名的念法為「たかたのばば」，但站名與住居表示的町名念法為「たかだのばば」。落語的表演項目『高田馬場』是「たかたのばば」，三菱東京UFJ銀行與瑞穗銀行念作「たかたのばば」，三井住友銀行與郵便局念作「たかだのばば」。

### 地名由來
1636年、德川三代將軍家光為訓練旗本馬術與流鏑馬而設立馬場。一說是此地為家康六男越後高田藩主松平忠輝生母、高田殿（茶阿局）的遊覽地，因此加上高田成為高田馬場。另一說是以前這一帶是高台地形，俗稱高田，因此稱作高田馬場。附近也有高田（豐島區）、上高田（中野區）等相似地名。也有一說是此地在江戶時代是高田村的飛地。無論哪種說法，現在的町名都不包含在當時的地域中，也就是說與高田馬場沒有關係。實際上地名是源自於設立於此的高田馬場站。

### 年表
- 1636年 - 江戶幕府建造馬場，稱為高田馬場。
- 1694年 - 赤穂四十七士的堀部武庸因「高田馬場之決鬥」而聞名
- 1889年 - 施行市制、町村制，屬南豐島郡戶塚村（日语：戸塚町 (東京府)）。
- 1910年 - 山手線高田馬場站開業
- 1927年 - 西武新宿線高田馬場站開業
- 1932年 - 豐多摩郡戶塚町編入東京市。
- 1947年 - 四谷區（日语：四谷区）、牛込區合併成立新宿區。
- 1964年 - 東京地下鐵東西線高田馬場站開業
- 1975年 - 住居表示實施，町名變更為「高田馬場一～四丁目」。

## 人口
町域人口19,138人（2017年12月1日）。

### 住居表示實施後的町名變遷
| 住居表示實施後 （1975年6月1日～） | 住居表示實施前（各町名部分地區）                     | 住居表示實施前（各町名部分地區） |
| 住居表示實施後 （1975年6月1日～） | 舊淀橋區                                             | 舊牛込區                         |
| --------------------------------- | ---------------------------------------------------- | -------------------------------- |
| 高田馬場一丁目                    | 戸塚町二丁目、戶塚町三丁目、諏訪町                   |                                  |
| 高田馬場二丁目                    | 戸塚町二丁目、戶塚町三丁目                           |                                  |
| 高田馬場三丁目                    | 戸塚町三丁目、戶塚町四丁目、下落合二丁目、柏木五丁目 |                                  |
| 高田馬場四丁目                    | 戸塚町三丁目、戶塚町四丁目                           |                                  |
| 戶塚町一丁目（住居表示未實施）    |                                                      |                                  |
| 西早稻田一丁目                    | 戶塚町一丁目                                         |                                  |
| 西早稻田二丁目                    | 戶塚町一丁目、戶塚町二丁目、諏訪町                   | 高田町（全部）、戶山町           |
| 西早稻田三丁目                    | 戶塚町一丁目、戶塚町二丁目                           |                                  |

## 相鄰的自治體、行政區
- 新宿區
  - 百人町
  - 大久保
  - 西早稻田
  - 上落合
  - 下落合
- 豐島區
  - 高田

## 交通

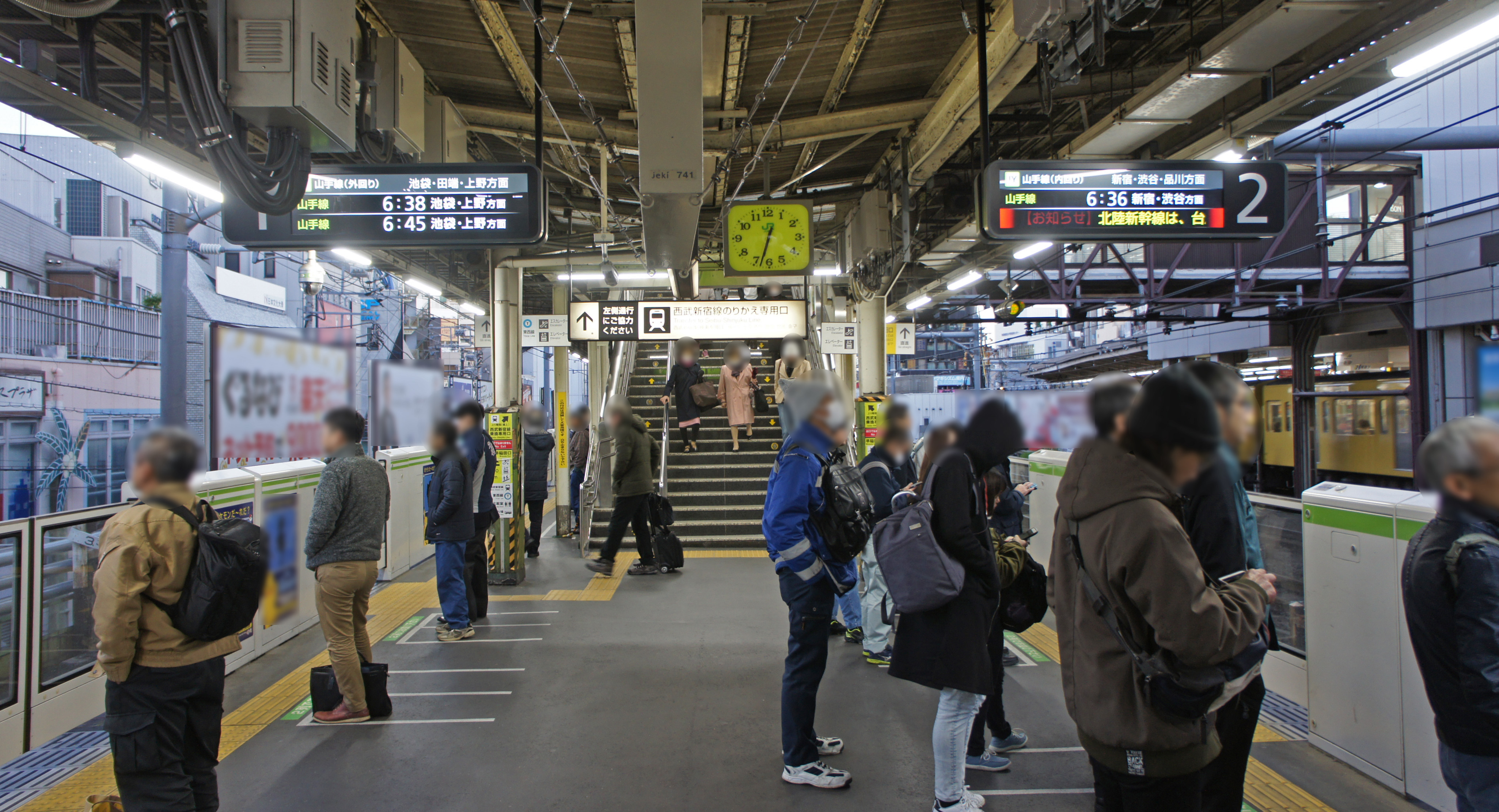
山手線高田馬場站月台（2019年11月）

手塚治虫代表作《原子小金剛》的主角小金剛是2003年4月7日在高田馬場誕生。因手塚製作本社位於高田馬場，山手線高田馬場站選擇《原子小金剛》的主題曲作為發車音樂。
鐵路（高田馬場站）
- 東日本旅客鐵道（JR東日本）山手線
- 東京地下鐵東西線
- 西武鐵道西武新宿線

鐵路（西早稻田站）
- 東京地下鐵副都心線

巴士
- 都營巴士
  - 學02系統
  - 飯64系統
  - 上69系統
  - 高71系統
  - 髙71出入系統 - 運行至2011年3月底
- 關東巴士
  - 百01系統

道路
- 早稻田通（日语：早稲田通り）
- 小瀧橋通
- 明治通
- 新目白通
- 高田馬場通
- 諏訪通（日语：諏訪通り (東京都)）

河川
- 神田川

## 主要建物、設施
- BIG BOX 高田馬場（日语：BIG BOX）
- Citizen Plaza（シチズンプラザ）
- 日拓（日语：日拓グループ）大樓 - 日拓集團本社。
- 榮通（さかえ通り）
- 早稻田松竹（日语：早稲田松竹）
- 日本點字圖書館（日语：日本点字図書館）
- 諏訪神社（日语：諏訪神社 (新宿区)）
- 東京三協信用金庫（日语：東京三協信用金庫）本店
- 日本樂樂棒球協會（日语：日本ティーボール協会）
- 東京國際大學

以下住址不在高田馬場：
- - 早稻田大學：西早稻田。
  - 東京富士大學（日语：東京富士大学）：下落合。
  - 大正製藥：高田。

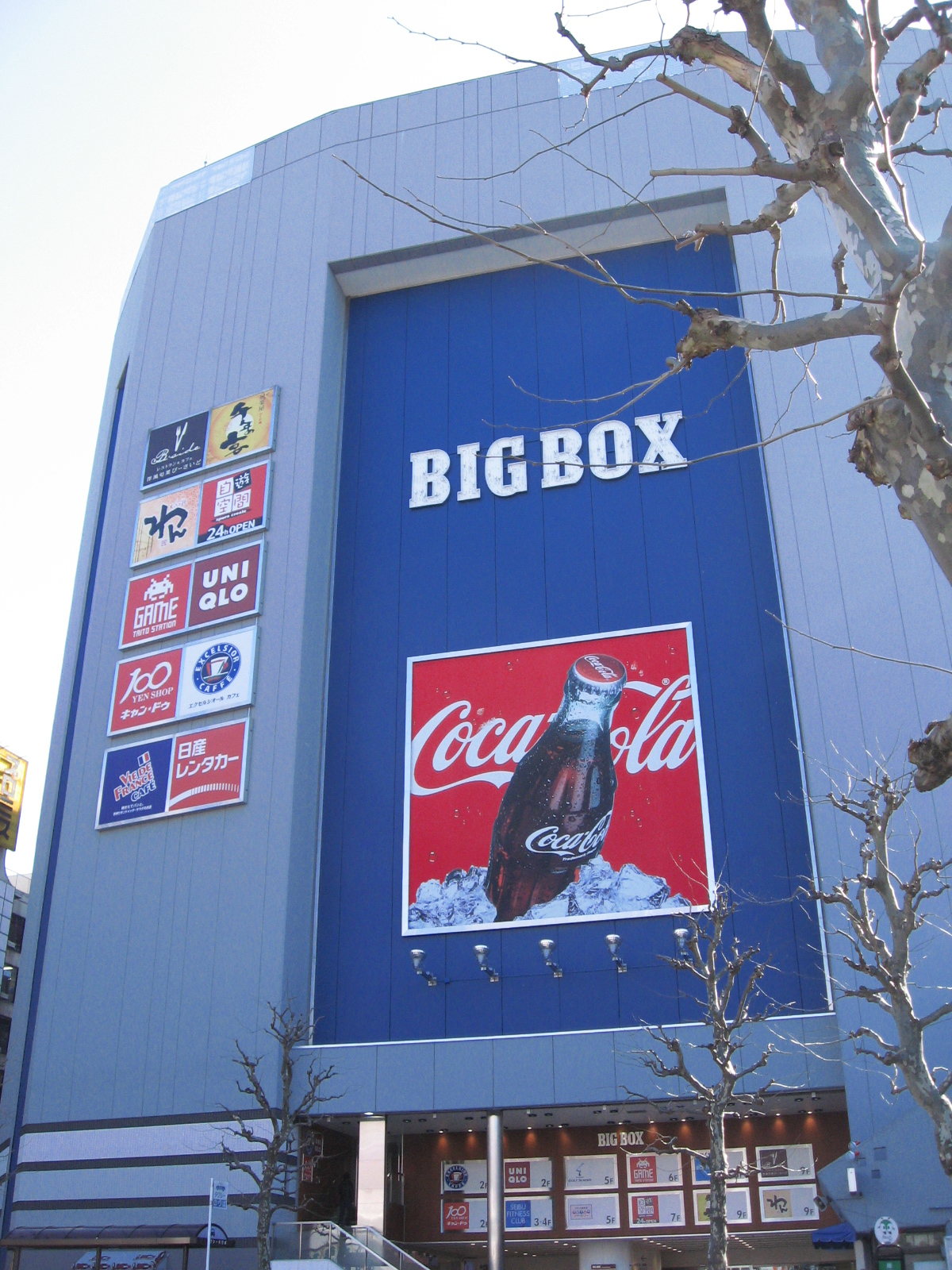
BIG BOX（高田馬場一丁目）
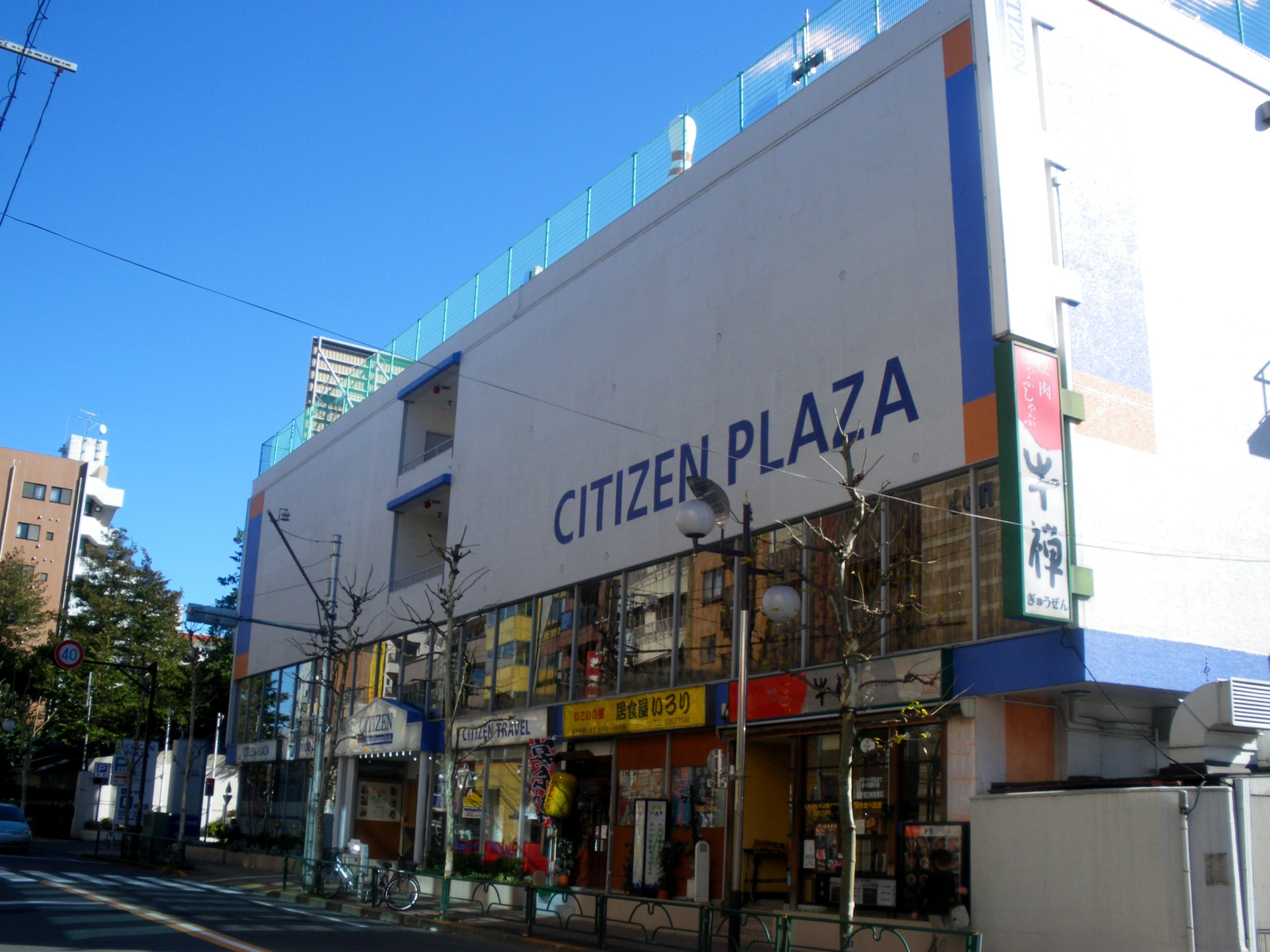
Citizen Plaza（高田馬場四丁目）
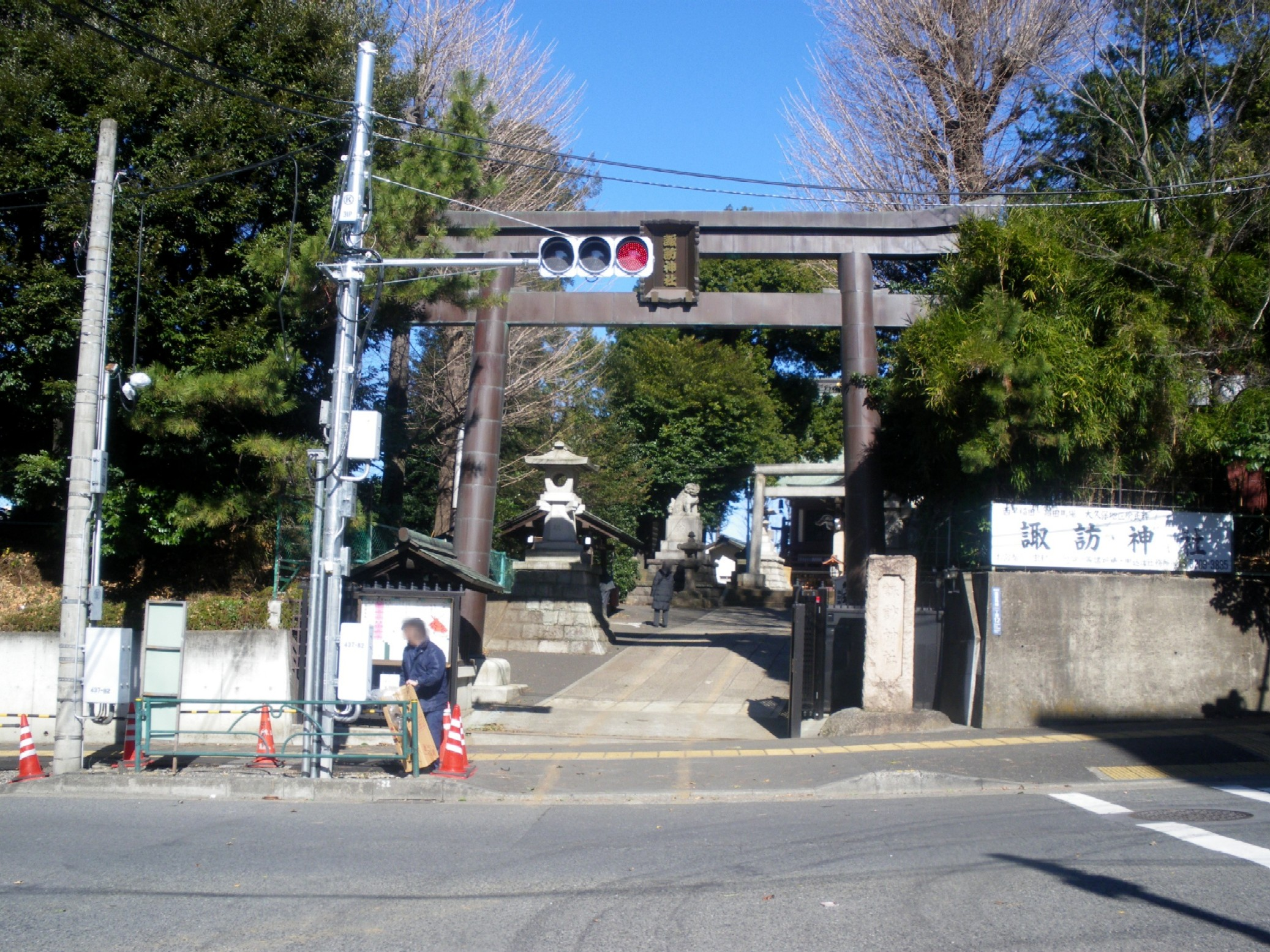
諏訪神社（高田馬場一丁目）

## 備註
1. ↑  . 新宿区. 2017-12-01  [2017-12-22]. （原始内容存档于2023-06-01）.

## 相關項目
- 高田馬場之決鬥
- 原子小金剛